# Terry Tarpey
Terence M. Tarpey III (* 2. März 1994 in Poissy) ist ein US-amerikanisch-französischer Basketballspieler.

## Laufbahn
Tarpey, dessen Großvater aus Litauen kam und der auch italienische Wurzeln hat,  wurde in Frankreich geboren. Seine Eltern studierten beide an der New York University. Seine Mutter war dort Basketball- und Fußballspielerin, sein Vater Terry Tarpey Jr. setzte sich mit 1778 erzielten Punkten an die Spitze der ewigen Bestenliste der Basketballmannschaft der New York University und war anschließend in Frankreich als Berufsbasketballspieler beschäftigt.
Er wuchs nach der Scheidung der Eltern ab den späten 1990er Jahren in Stamford im US-Bundesstaat Connecticut auf und spielte neben Basketball auch Fußball, Baseball und American Football. Tarpey widmete sich ganz dem Basketballsport und war Mitglied der Mannschaft der Trinity Catholic Middle School, ehe er an die Fairfield Prep wechselte. 2012 trat er ein Studium am College of William & Mary im Bundesstaat Virginia an. Für die Basketballmannschaft der Hochschule bestritt Tarpey bis 2016 insgesamt 124 Einsätze (7,6 Punkte, 6,5 Rebounds/Spiel). In den Spieljahren 2014/15 und 2015/16 wurde Tarpey als Verteidiger des Jahres der Colonial Athletic Association (CAA) ausgezeichnet.
Wie sein Vater ging er nach Frankreich, um berufsmäßig Basketball zu spielen. Im Sommer 2016 wurde er vom Zweitligisten ASC Denain-Voltaire verpflichtet. Nachdem er in der Saison 2016/17 für den Zweitligisten im Mittel 8,4 Punkte und 4,9 Rebounds je Ligaspiel erzielt hatte, nahm ihn in der Sommerpause 2017 Erstligist Le Mans Sarthe Basket unter Vertrag. 2018 wurde er mit Le Mans französischer Meister, verpasste aber die Saisonschlussphase aufgrund einer Knieverletzung. Tarpey wurde Mannschaftskapitän in Le Mans. Mitte Oktober 2022 musste er wegen einer Verletzung einen Eingriff an der rechten Hand vornehmen lassen.
Im Sommer 2023 schloss sich Tarpey dem amtierenden französischen Meister AS Monaco an. Er gewann mit der Mannschaft 2024 die französische Meisterschaft, wurde in der Schlussphase der Saison 2023/24 aber nur noch selten eingesetzt. Im März 2024 hatte Tarpey einen Eingriff am Knie vornehmen lassen.

### Nationalmannschaft
Im Sommer 2016 nahm er mit der französischen B-Nationalmannschaft am Stanković-Cup teil und gewann mit der Auswahl das in China ausgetragene Turnier. Im November 2021 wurde Tarpey erstmals in die französische A-Nationalmannschaft berufen. Bei der Europameisterschaft 2022 holte er mit der Auswahl die Silbermedaille, Tarpey war bei dem Turnier Stammspieler (20,3 Minuten, 5,4 Punkte, 4,3 Rebounds, 1,7 Ballgewinne/Spiel) und wurde in der französischen Mannschaft als die Entdeckung des Turniers bezeichnet.